# Grijpskerke
Grijpskerke (seeländisch Hrieps) war eine Gemeinde in der niederländischen Provinz Zeeland. Sie wurde am 1. Januar 1816 durch die Vereinigung der drei Gemeinden Buttinge en Zandvoort, Grijpskerke en Poppendamme und Hoogelande gebildet. Am 1. Juli 1966 wurde sie mit Aagtekerke und Meliskerke zur neuen Gemeinde Mariekerke zusammengeschlossen, die ihrerseits seit 1997 Teil von Veere ist. Die Evangelische Pfarrkirche ist die Michaëlskerk. Sehenswert ist das spätgotische Wohnhaus Wilhelmina’s Oord. Südlich von Grijpskerke befindet sich die Bauerschaft Hoogelande mit der gotischen Kapel van Sint Maarten.